# D-AMPS
D-AMPS (Digital Advanced Mobile Phone System) は、1993年から北米を中心に使用されている、第二世代携帯電話である。AMPSと同一周波数帯域で使用され、端末はAMPS電話網とのローミング機能を持つ。United States Digital Cellular：USDCとも呼ばれる。徐々に縮小されており、AT&Tにおいては、2008年2月にサービスを終了している。

## 技術
技術そのものはPDCのものをほぼそのまま流用している。相違点は搬送波周波数間隔と通信速度のみである。
- 規格名 : IS-54 が最初の規格で、インスタントメッセージや回線交換データ通信の拡張が行われて IS-136 となった。
- 周波数帯 : 850MHz
- 通信方式 : FDD-TDMA・集中制御形マルチチャネルアクセス無線
- 搬送波 : 間隔 30kHz（15kHzインタリーブ）・多重化チャネル数 3（ハーフレート 6）
- 変調方式 : π/4 DQPSK
- 音声符号化方式 : 13 kb/s エンハンスドフルレート ACELP、フルレート VSELP、6.5kb/s ハーフレート CELP